# Provence

A Római Birodalom 117-ben

Burgundia mint a Frank Birodalom része 534 és 843 között

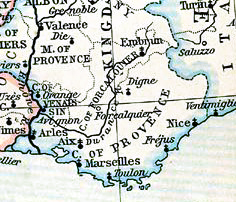
Provence grófság 1184-ben

Provence-Alpes-Côte d’Azur történelmi régiói a jelenlegi közigazgatási térképre vetítve

Provence Dél-Franciaország egyik történelmi régiója a jelenlegi PACA (Provence-Alpes-Côte d’Azur) régióban.
Az egykori Septimaniától keletre, alapvetően a Rhône völgyében helyezkedett el.

## Története

### Ókor
A Római Birodalomban Gallia Narbonensis provincia keleti része volt; Augustus alatt a szenátus alá rendelt provinciák közé sorolták. A késő császárkorban, amikor a legtöbb tartomány már elveszett, gyakran Provincia Nostrának, azaz „a mi provinciánknak” vagy egyszerűen provinciának nevezték — ez maradt fenn a Provence névben.

### Középkor
A provinciát végül Libius Severus római császár engedte át a Vizigót Királyságnak jutalmul azért, hogy a gótok 456-ban legyőzték az ibériai provinciákat fenyegető szvéveket. Az emiatt kirobban lázadást a gótok és a rómaiak közös erővel verték le. Minden bizonnyal a gótok szervezték a területet először grófságokba. A romanizált gall lakosság (romanogallok) római alapú jogrendszerét megtartották, de a grófságok élére saját előkelőiket állították. Az ariánus hitű gótok vallási türelmetlenségük miatt kerültek konfliktusba a meghódított területek lakosságával, különösen a zsidókkal.
456-ban a burgundok szállták meg a Rhone medencéjét Lyon központtal, 457-ben pedig II. Theoderich gót király egyetértésével vonultak be Galliába. A 7. századi Fredegar-krónika már azt állítja, hogy a burgundokat kifejezetten a helyi lakosság hívta be a magas adók miatt. Provence nagy részét 508–509-ben foglalták el, miután az egyesült frank–burgund csapatok 507-ben a vuaillé-i csatában tönkreverték a gót sereget. A gótok csak a tartomány keleti részét, Septimaniát tudták megtartani.
Az első burgund királyság 534-ig állt fenn; ekkor a frankok legyőzték őket, Burgundiát beolvasztották birodalmukba.
A nyugati részeken a vizigótok uralmának 720-ban vetettek véget a mórok. 719-ben Andalusz kormányzója, Al-Szamh ibn Malik al-Khawlani kormányzó legyőzte az utolsó gót királyt, II. Agilát, ezután egy-két erődítmény kivételével az utolsó vizigót tartomány, Septimania is arab kézre került (Carcassonne csak 725-ben esett el). Az adókat (átmenetileg) csökkentő, a vallási üldözéseket megszüntető arabokat a romanogallok és a zsidók is örömmel, felszabadítóként fogadták. A mórok is megtartották a római alapú jogrendszert, ezért a Frank Birodalom előretörése idején Septimania lakosságának nagy többsége őket támogatta.
A Rhône völgyében eközben a Frank Birodalomnak többé-kevésbé alárendelt kisebb entitások (grófságok, városállamok stb.) alakultak; ezeket a területeket a septimaniai mórok rendszeres rablóhadjáratokkal fosztogatták. Ez a terület lett Provence.
Kis Pipin frank majordomus végül 759-ben foglalta el Narbonne-t és vele a tartományt. A protofeudalista berendezkedéstől félő septimaniaiak többször (Nîmes-ben, Uzès-ben, Rouergue-ben) sikertelenül keltek fel a hódítók ellen, végül Pipin külön rendeletben garantálta, hogy megőrzi a megszokott jogrendet. Az időben behódoló vizigót grófok megtarthatták grófságaikat, a többiek helyére frank nemeseket állított.
Provence-ban ennél jóval kíméletlenül lépett fel: a terület félfüggetlen státuszát megszüntette, a berzenkedő romanogall városlakókat erővel széttelepítette, a Földközi-tenger partvidékét grófsággá szervezte.